# João Carlos Albuquerque
João Carlos de Albuquerque Veronese (Brotas, 24 de junho de 1955) é um apresentador de televisão e cantor brasileiro.
É conhecido como João Canalha ou simplesmente Canalha, pelo frequente uso deste adjetivo referindo-se a colegas de trabalho e espectadores.
É torcedor do Santos Futebol Clube.

## Carreira
Começou sua carreira aos 16 anos na Rádio Universal, em Santos. João Carlos cursou Direito na PUC-SP.
Trabalhou na Rádio Capital durante a Copa do Mundo de 1978, na Argentina. Em 1981, foi para a Rádio Gazeta.
Em 1983, começou a trabalhar para a televisão, apresentando o Jornal do Esporte na TV Gazeta.
Em 1986, cobriu a Copa do Mundo, no México pela Record (que fez parceria com o SBT). Também chegou a apresentar telejornais como o Jornal da Record e o São Paulo à Tarde.
Em 1988, foi para a Rede Manchete onde apresentou telejornais, como o São Paulo em Manchete, transmitido pela TV Manchete São Paulo, então emissora própria da Rede Manchete, em São Paulo.
Voltou para o futebol em 1990 onde cobriu a Copa do Mundo, na Itália pelo SBT e também apresentou esporadicamente telejornais nesta emissora como TJ São Paulo e TJ Brasil. Também trabalhou na TV Cultura.
Em 1995, João Carlos entrou na ESPN no extinto programa Limite, onde abordava o Automobilismo. Todavia, no ano de 2000, João Carlos Albuquerque sai da ESPN Brasil para um período praticamente sabático, voltando para Brotas.
Em 2005, ele retorna para a ESPN Brasil para apresentar um dos programas de maior sucesso do meio esportivo atual, o Bate-Bola 1.ª edição.
Em 2019, João trabalhava apenas na ESPN Brasil, onde apresentava o programa Futebol na Veia, um dos programas de maior sucesso na emissora, e assumindo posteriormente o Bola da Vez, programa de entrevistas. Em 14 de agosto de 2019, a ESPN comunicou o desligamento do profissional.
Em abril de 2020, lança seu canal no Youtube "Os Canalhas", juntamente com o jornalista Rodrigo Viana. Entre maio e dezembro do mesmo ano, o programa passou a ser exibido pelo portal UOL.
Em janeiro de 2021, entrou para o programa The Voice + da Rede Globo. Na competição representou o time de Claudia Leitte. Foi eliminado em 14 de março.
Em 2023, passa a fazer parte do programa Resenha Santista, da TV Cultura Litoral.

### Prêmios
| Ano  | Prêmio                                                                     | Categoria                      | Resultado | Ref.   |
| ---- | -------------------------------------------------------------------------- | ------------------------------ | --------- | ------ |
| 2011 | Troféu ACEESP (Associação dos Cronistas Esportivos do Estado de São Paulo) | Apresentador TV por assinatura | Indicado  | [ 10 ] |
| 2012 | Troféu ACEESP (Associação dos Cronistas Esportivos do Estado de São Paulo) | Apresentador TV por assinatura | Indicado  | [ 11 ] |
| 2014 | Troféu ACEESP (Associação dos Cronistas Esportivos do Estado de São Paulo) | Apresentador de TV             | Venceu    | [ 12 ] |
| 2015 | Troféu ACEESP (Associação dos Cronistas Esportivos do Estado de São Paulo) | Apresentador TV por assinatura | Indicado  | [ 13 ] |
| 2016 | Troféu ACEESP (Associação dos Cronistas Esportivos do Estado de São Paulo) | Apresentador TV por assinatura | Indicado  | [ 14 ] |
| 2017 | Troféu ACEESP (Associação dos Cronistas Esportivos do Estado de São Paulo) | Apresentador de TV             | Indicado  | [ 15 ] |

## Vida pessoal
É irmão do ator Rodrigo Veronese. Tem duas filhas Rita Naj e Caterina Naj.